# Języki makrosiouańskie

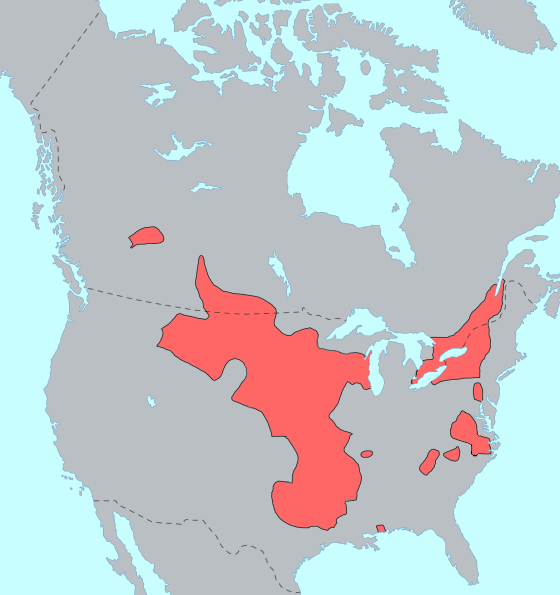
Zasięg geograficzny fyli makrosiouańskiej

Języki makrosiouańskie – makrofyla języków rdzennej ludności Ameryki Północnej. W okresie przed kolonizacją językami należącymi do tej fyli posługiwały się plemiona na terenie dzisiejszych Stanów Zjednoczonych i Kanady: od południowego Ontario, poprzez stan Nowy Jork po południowe Appalachy oraz na Wielkich Równinach od Montany po Wisconsin, a na południu do Teksasu i Wisconsin. Języki tej fyli często używają przedrostków i przyrostków oraz morfemów typu infiksów, czyli pojawiających się w środku słowa, a nie na początku lub na końcu. W języku dakota mani znaczy „chodzić”, a wa to infiks oznaczający pierwszą osobę. Stąd słowo ma-wa-ni oznacza „ja chodzę”.
W jej skład wchodzi 26 języków w 5 rodzinach (w nawiasach podano liczbę języków w rodzinie):
rodzina siouańska (12), w tym:
język dakota (siouański właściwy)
język crow
catawbańska (1†)
rodzina irokeska (8), w tym:
język seneca
język cayuga
język mohawk
język oneida
język onondaga
język czirokeski
rodzina kaddo (4)
język yuchi (1)
Na temat zasadności wydzielania tej wielkiej rodziny językowej trwają dyskusje.